# Yorkiddin'
Yorkiddin'  was een kinderblok dat in 2001 van start ging, net nadat Veronica omgedoopt werd in Yorin.
In het begin werden vooral algemene tekenfilms uitgezonden als Alfred Jodocus Kwak, Boes en Calimero. In 2001 sloot HMG een deal met het achter de decoder verdwenen Cartoon Network: De Yorkiddin'-middag zou gevuld worden met tekenfilmseries van Cartoon Network. Onder de naam Yorkiddin' Presents Cartoon Network werden sinds 5 november 2001 populaire series als Dexter's Laboratory en Dragonball Z uitgezonden.
In 2003 werd de naam van dit blok veranderd in Toonami, net als in Amerika. Hierin werden vooral Japanse anime series uitgezonden, waaronder Dragonball GT, Dragonball Z, Beyblade en Yu-Gi-Oh!. Deze Toonami-series werden in het weekend op de late ochtend en erg vroege middag herhaald (tot ongeveer 12.30 uur). Zelfs voice-over Rinie van den Elzen werd gecontracteerd om zijn eerdere werk voor Cartoon Network voort te zetten.
De overige (erg vroege) uren in het weekend werden gevuld met hetzelfde soort tekenfilms als eerst en op zondag zelfs live-action jeugdseries, waaronder Are You Afraid of the Dark?, So Weird en Honey, I Shrunk the Kids, hoewel onder de standaardnaam Yorkiddin.
Eind 2003 werd Yorkiddin' stopgezet, evenals Toonami. Later keerde het kinderblok 's weekends terug, maar dan alleen in de erg vroege ochtend en érg uitgedund: enkel tussen zes en negen uur werd deze nog uitgezonden, en dat zonder Toonami. Hoewel deze formule zonder Toonami goed scoorde, is deze later ook stopgezet. De kijkcijfers van Yorkiddin' kwamen 's ochtends tussen de 10.000 en 50.000 kijkers, en scoorde vaak hoger dan de normaal gesproken goedscorende concurrentie Jetix, wat tussen zes en zeven uur vaak niet hoger kwam dan 10.000. RTL gaf al eerder, in 2000, aan te willen stoppen met jeugdprogrammering, na het einde van het succesvolle jeugdblok Telekids, maar dit werd vijf jaar later dus pas echt verwerkelijkt.
Het op weekend uitgezonden studioprogramma @ Cindy's dat werd gepresenteerd door Cindy Pielstroom, ging met het vertrek van Toonami ook meteen van de buis af. Tim Immers was ook presentator van het jeugdblok. Hij presenteerde op schooldagen @lunch. Ook dit programma verdween in die periode uit de programmering.

## Programma's

### Yorkiddin'
- @Cindy's (studioprogramma)
- @lunch (studioprogramma)
- 100 Deeds Of Eddie McDowd (Amerika)
- Ace Lightning (Canada)
- Alfred J. Kwak
- Animal Crackers (Canada)
- Animorphs (Amerika)
- Are You Afraid of the Dark? (Canada)
- Batman of the Future (Amerika)
- Boes
- Bump in the Night (Amerika)
- Calimero (Italië)
- Cardcaptor Sakura (Japan)
- Cedric (België)
- Chuck Finn (Australië)
- Clifford, de grote rode hond (Amerika)
- De Smurfen (België)
- Destination Space (Amerika)
- Dinky Di's (Australië)
- Even Stevens (Amerika)
- Felix de Kat (Amerika)
- Fennec (Frankrijk)
- Foofur (Amerika)

- Fraggle Rock (Amerika)
- Gladiator Academy (Spanje)
- Hercules (Amerika)
- Histeria! (Amerika)
- Honey, I Shrunk the Kids (Amerika)
- Horrible Histories (Amerika)
- Lucky Luke (België)
- Mega Babies (Canada)
- Mona the Vampire (Canada)
- Phantom Spirits (Frankrijk)
- Sailor Moon (Japan)
- Seabert (Frankrijk)
- Snorkels (Amerika)
- So Weird (Amerika)
- Spaced Out (Frankrijk)
- Star Street
- Super Duper Sumos (Amerika)
- The Adventures Of Shirley Holmes (Canada)
- The Gravediggers Squad (Spanje)
- The Legend of William Tell (Nieuw-Zeeland)
- The Lost World (Australië)
- The Secret World of Alex Mack (Amerika)
- The Sylvester and Tweety Mysteries (Amerika)
- The Tribe (Nieuw-Zeeland)

- The Underdog Show (Amerika)
- TiTa Tovenaar
- Voltron: The Third Dimension (Amerika)
- Xcalibur (Frankrijk)
- X-DuckX (Frankrijk)

### Yorkiddin' Presents Cartoon Network
- Courage the Cowardly Dog
- Cow and Chicken
- Dexter's Laboratory
- I Am Weasel
- Johnny Bravo
- Grim And Evil
- The Powerpuff Girls

### Toonami
- Beyblade
- Beast Wars: TransFormers
- Chris Colorado
- Cyborg 009
- Dragon Ball GT
- Dragon Ball Z
- Gundam Wing
- The Real Adventures of Jonny Quest
- Transformers: Armada
- Yu-Gi-Oh!